# 佐々木睦
佐々木 睦（ささき むつみ、1961年7月20日 - ）は、日本の男性俳優、声優。北海道出身。演劇集団 円所属。

## 来歴
北海道足寄郡陸別町出身。
役者になる前は僧になりたかったという。
北海道足寄高等学校卒業。北星学園大学経済学部中退。1983年に円演劇研究所入所。1986年に演劇集団 円の会員に昇格。

## 人物
声種はハイバリトン - テノール。
役柄としては老け役が多いが、高い声で変な役も演じることもあるという。
吹き替えではトビー・ジョーンズを持ち役としている。
特技は書道。

## 出演

### テレビアニメ
2003年
- 人間交差点（刑事）

2005年
- CLUSTER EDGE（トラックドライバー）

2008年
- テイルズ オブ ジ アビス（ペール）

2009年
- DARKER THAN BLACK -流星の双子-（CIA連絡員）

2010年
- COBRA THE ANIMATION（耳）
- サザエさん（添田）

2011年
- TIGER & BUNNY（教師、市民）

2012年
- エウレカセブンAO（次官）

2013年
- RDG レッドデータガール（校長）
- 銀の匙 Silver Spoon（御影祖父）
- 絶園のテンペスト（村下）
- ムシブギョー（三好伊佐入道、三好青海入道）
- よんでますよ、アザゼルさん。Z（老医師）

2014年
- PSYCHO-PASS サイコパス 2（柴崎天音）
- ソウルイーターノット!（執事）
- 凪のあすから（医師）
- 七つの大罪（老騎士）
- ばらかもん（お爺さん）
- ふうせんいぬティニー（ヘッジのおじいちゃん）

2015年
- 山賊の娘ローニャ（楽士A）

2016年
- 赤髪の白雪姫（宿の主）
- クロムクロ（管理人）
- チア男子!!（ヒマワリ食堂店長）
- 文豪ストレイドッグス（2016年 - 2023年、お爺さん、マスター） - 3シリーズ

2017年
- 将国のアルタイル（キルヘル）

2018年
- メガロボクス（2018年 - 2021年、虻八） - 2シリーズ

2019年
- どろろ（琵琶丸）
- レイトン ミステリー探偵社 〜カトリーのナゾトキファイル〜（ヘンリー・エイザーランド）
- おしりたんてい（2019年 - 2023年、かめのこうじまんねん）

2021年
- 平家物語（文覚）

2023年
- REVENGER（絵双紙屋の主人）

2024年
- 佐々木とピーちゃん（課長）
- 魔女と野獣（ナレーション）

2025年
- その着せ替え人形は恋をする Season 2（宇佐見創）

### 劇場アニメ
- 崖の上のポニョ（2008年）
- サマーウォーズ（2009年、篠原和雄[11]）
- 東のエデン 劇場版II Paradise Lost（2010年、公安刑事）
- 夜明け告げるルーのうた（2017年、宮司）
- 劇場版 はいからさんが通る 前編 〜紅緒、花の17歳〜（2017年、英語教師）
- 映画 おしりたんてい シリーズ（2022年 - 2024年、かめのこうじまんねん） - 2作品[一覧 3]

### Webアニメ
- 機動戦士ガンダム サンダーボルト（2015年、バロウズ[12]）
- ファントム オブ キル -Zeroからの反逆-（2016年、執政官[13]）

### ゲーム
2010年代
- ヴァルハラナイツ3（2013年、ジェームス、ヤスチアーノ）
- アサシン クリード シンジケート（2015年、チャールズ・ディケンズ）
- 仁王（2017年、宝蔵院胤栄）
- 地球防衛軍5（2017年、ガンシップパイロット）

2020年代
- LOST JUDGMENT 裁かれざる記憶（2021年、入江）
- 地球防衛軍6（2022年、ガンシップパイロット）
- ドラゴンクエストX 目覚めし五つの種族 オフライン（ニコロイ王）
- ホグワーツ・レガシー（2023年、エリエザー・フィグ）

### ラジオドラマ
- NHK-FM 青春アドベンチャー
  - 「赤と黒」第2部（2004年）
  - 「障子の穴の天の川」（2004年）
  - 「モー、ギュゥー!っとして」（2008年）
  - 「タイムスリップ」（2004年 - 2008年） - 語り
  - 「碧眼の反逆児 天草四郎」（2009年）
  - 「女だてら」（2021年）
- NHK FMシアター「想い出あずかります」（2011年）
- VOMIC
  - magico（ナレーション）
  - 終わりのセラフ[15]

### 吹き替え

#### 担当俳優
イ・ヒド
- イ・サン（パク・タルホ〈朴達浩〉）
- オクニョ 運命の女（コン・ジェミョン）
- トンイ（ファン・ジュシク）
- 馬医（チュ・ギベ）※NHK版

トビー・ジョーンズ
- インディ・ジョーンズと運命のダイヤル（バジル・ショー）
- 裏切りのサーカス（パーシー・アレリン）
- マーベル・シネマティック・ユニバース（アーニム・ゾラ / ドクター・ゾラ）
  - キャプテン・アメリカ/ザ・ファースト・アベンジャー
  - キャプテン・アメリカ/ウィンター・ソルジャー
  - エージェント・カーター シーズン1 #8
  - ホワット・イフ...?

- モーガン プロトタイプL-9（サイモン・ジーグラー博士）

サイモン・マクバーニー
- ノスフェラトゥ（クノック）
- ミッション:インポッシブル/ローグ・ネイション（アトリー）
- ワールド・オブ・ライズ（ガーランド）

#### 映画（吹き替え）
- アート・オブ・ウォー ※テレビ朝日版
- アイ・アム・サム ※日本テレビ版
- アメリカン・ガン
- アメリカン・ギャングスター（ヒューイ・ルーカス〈キウェテル・イジョフォー〉）
- アリス・イン・ワンダーランド（白うさぎ〈マイケル・シーン〉）※フジテレビ版
- イーオン・フラックス（キーパー〈ピート・ポスルスウェイト〉）
- 五日物語 -3つの王国と3人の女-
- インディ・ジョーンズ/最後の聖戦（執事〈ヴァーノン・ドブチェフ〉）
- イントゥ・ザ・ワイルド（ケヴィン〈ザック・ガリフィアナキス〉）
- ウルトラヴァイオレット
- A.I. ※TBS版
- エアポート'05
- エア・マーシャル
- 英雄 国姓爺合戦（隆武帝〈シィ・ミン〉）
- エブリシング・エブリウェア・オール・アット・ワンス（ゴンゴン〈ジェームズ・ホン〉[19]）
- X-MEN:フューチャー&パスト（ボリバー・トラスク〈ピーター・ディンクレイジ〉）
- エンジェル・スノー
- エンパイア・オブ・ザ・ウルフ（シャルリエ）
- オールド・ナイブス（ビル〈ジョナサン・プライス〉）
- オクトパス ※テレビ朝日版
- お願い!プレイメイト
- カリフォルニア・トレジャー（ダグ〈ポール・リーバー〉）
- カンパニー・マン
- キス・オブ・ザ・ドラゴン ※テレビ東京版
- 疑惑の幻影
- 宮廷画家ゴヤは見た（修道士〈フランク・ベイカー〉）
- キング・アーサー（修道僧）
- キング・コング
- クリクリのいた夏 ※NHK-BS2版
- クリニカル（医師）
- ケイヴ・フィアー（ジーグラー〈ランス・ヘンリクセン〉）
- 荒野の七人（ミゲル〈ジョン・アロンゾ〉）※スターチャンネル版
- GOUDATSU 強奪（店長〈アントニオ・ギル〉）
- 恋するモンテカルロ（ベルナール〈クリストフ・マラヴォワ〉）
- この茫漠たる荒野で（クリストファー・ジョン・キッド〈レイ・マッキノン〉）
- 最高の人生の見つけ方 ※ソフト版
- サイレント・ボイス 愛を虹にのせて
- サスペリア (2018年)（クレンペラー〈ルッツ・エバースドルフ〉）
- 三銃士/王妃の首飾りとダ・ヴィンチの飛行船（仕立屋）※劇場公開・ソフト版
- 幸せのちから（ホームレス）※ソフト版
- 幸せのレシピ
- シェナンドー河（ジェームズ・アンダーソン〈パトリック・ウェイン〉）
- ジェミニマン（デル・パターソン〈ラルフ・ブラウン〉[20]）
- 死体強奪
- 四角い恋愛関係
- 7月22日（ゲイル・リッペスタッド〈ヨン・オイガーデン〉）
- ジョジョ・ラビット（ディエルツ〈スティーブン・マーチャント（英語版）〉）
- 白バラの祈り ゾフィー・ショル、最期の日々（ローラント・フライスラー判事〈アンドレ・ヘンニッケ〉）
- スー・チーのSEX＆禅（ロイフ）
- スター・トレック（サレク〈ベン・クロス〉）
- スターリングラード ※日本テレビ版
- スノーホワイト（森の番人クワート〈ジョニー・ハリス〉[21]）
- 300 〈スリーハンドレッド〉（エフィアルテス〈アンドリュー・ティアナン〉）
- 300 〈スリーハンドレッド〉 〜帝国の進撃〜（エフィアルテス〈アンドリュー・ティアナン〉）
- TVM センター・オブ・ジ・アース（エドワード・デニソン〈ピーター・フォンダ〉）
- ゾディアック
- ダーク・シャドウ（ウィリー・ルーミス〈ジャッキー・アール・ヘイリー〉）
- ダイアナ（ラシード・カーン）
- タイムクラッシュ・超時空カタストロフ ※テレビ東京版
- 007シリーズ
  - 007/黄金銃を持つ男 ※ソフト版
  - 007/ユア・アイズ・オンリー（タナー）※ソフト版
  - 007/オクトパシー（ジム・ファニング）※ソフト版
- タワーリング・インフェルノ ※BSジャパン版
- ダンボ（パック〈フランク・バーク〉）
- 月のひつじ（ルディ）
- ディテクティヴ
- 遠すぎた橋（エディ・ドーハン軍曹〈ジェームズ・カーン〉）※DVD版
- ドッグヴィル（ジャック〈ベン・ギャザラ〉）
- トップガン（ヴァイパー〈トム・スケリット〉）※テレビ東京版追加録音
- トリコロールに燃えて
- ナイト・オブ・ゴッド
- ナイト ミュージアム2（ナポレオン・ボナパルト〈アラン・シャバ〉）
- ナルニア国物語/第2章: カスピアン王子の角笛
- NAKED -ネイキッド-（フレッド）
- ネイビーシールズ ナチスの金塊を奪還せよ!（ジム・レイニー〈ユエン・ブレムナー〉）
- 二重スパイ
- N.Y.式ハッピー・セラピー（ジョン・マッケンロー）
- 灰色グマの一生 ※NHK-BS2版
- パイレーツ・オブ・カリビアン/生命の泉（セオドア・グローヴス〈グレッグ・エリス〉）
- パディントン（カリーさん〈ピーター・カパルディ〉）
  - パディントン2[22]
- ハドソン川の奇跡（クック大尉〈ジェフ・コーバー〉）※ザ・シネマ版
- パトリオット ※ソフト版
- ハリー・ポッターシリーズ
  - ハリー・ポッターとアズカバンの囚人（魔法使い〈ワーウィック・デイヴィス〉）
  - ハリー・ポッターと死の秘宝 PART1（ゼノフィリウス・ラブグッド〈リス・エヴァンス〉）
- バレットダウン
- ヒーロー・ウォンテッド（スキナー〈キム・コーツ〉）
- ビッグ・ライアー
- ブーリン家の姉妹（医者）
- ファイアー・ドッグ 消防犬デューイの大冒険（トレイ〈ダッシュ・ミホク〉）
- ファンタスティック・フォー ［超能力ユニット］（レオナード〈ハミッシュ・リンクレーター〉[23]）※日本テレビ版
- ファンタスティック・フォー（ケニー先生〈ダン・カステラネタ〉）
- プリデスティネーション（ロバートソン〈ノア・テイラー〉）
- ブリス -たどり着く世界-（クリス〈ビル・ナイ〉）
- プレスリーVSミイラ男
- フロントランナー（ビル・ディクソン〈J・K・シモンズ〉）
- ヘルボーイ/ゴールデン・アーミー（エイブ・サピエン〈ダグ・ジョーンズ〉）
- ぼくの神さま（クルーバ）
- マスター・オブ・リアル・カンフー 大地無限（宦官リュウ）
- マペットの夢みるハリウッド（マッドマン・ムーニー〈ミルトン・バール〉）※Disney+版
- 真夜中の銃声
- マリーゴールド・ホテルで会いましょう
- マン・オブ・スティール（ロー・エム〈ジュリアン・リッチングス〉）
- ミラクル7号
- ミッドナイト・エクスプレス（ウィリアム・ヘイズ〈マイク・ケリン〉）※Netflix版
- メン・イン・ブラック2（ベン〈ジャック・ケーラー〉） ※テレビ朝日版
  - メン・イン・ブラック:インターナショナル（ボス）
- ユーロトリップ
- ユナイテッド93（ズィアド・ジャッラーフ）※ソフト版
- ラスト・ソング
- ラストヒットマン
- リバティ・バランスを射った男（エイモス〈デンヴァー・パイル〉）※VOD版
- Lift/リフト（コーマック〈バーン・ゴーマン〉）
- リンカーン（スカイラー・コルファクス下院議長〈ビル・レイモンド〉）
- レベッカ（フリス〈エドワード・フィールディング〉）※PDDVD版
- 猟奇的な彼女
- ロード・オブ・ザ・リング/二つの塔（ハマ）
- ROCK YOU!（武術大会の受付）※日本テレビ版
- ワールド・トレード・センター
- ワンス・アポン・ア・タイム・イン・ハリウッド（サム・ワナメイカー〈ニコラス・ハモンド〉、ジョージ・スパーン〈ブルース・ダーン〉[24]）
- ワンダーウーマン（チャーリー〈ユエン・ブレムナー〉[25]）

#### ドラマ
- アストリッドとラファエル 文書係の事件録（アンリ・フルニエ〈ウスキ・キアル〉）
- アリー my Love シーズン2 #20（グッドマン〈ブルース・マッカーティ〉）
- ER緊急救命室シリーズ
  - シーズン9 #2（アンブローズ〈D・C・ダグラス〉）
  - シーズン11 #13（ゲリー・ブライソン〈トレイシー・ハウ〉）
  - シーズン12 #17（バリー・サドラー〈エヴァン・アーノルド〉）
  - シーズン13 - 15（ダスティン・クレンショー〈J.P.マヌー〉）
- イルジメ〜一枝梅 2008年版（ナ・セドル）
- WITHOUT A TRACE/FBI 失踪者を追え!（ジェンソン、オズボーン、ブトキン）
- エテルナウタ（ルカス〈マルセロ・スビオット〉）
- エンジェル・スノー
- お願い!プレイメイト
- 悲しき恋歌
- 華麗なるペテン師たち2
- 気分はぐるぐる
- グッド・ファイト（ドン・リンデン〈マーク・リン＝ベイカー〉）
- グッド・ワイフ2
- 刑事モース〜オックスフォード事件簿〜（ブライト警視正〈アントン・レッサー〉） - 4シリーズ
- コールドケース
- ザ・クラウン（ロビン・ウッズ〈ティム・マクマラン〉）
- THE GREAT 〜エカチェリーナの時々真実の物語〜（サムサ大主教〈アダム・ゴドリー〉）
- ザ・コンチネンタル:ジョン・ウィックの世界から（ジェンキンズ〈レイ・マッキノン〉[26]）
- サンクチュアリ
- ジーニアス:世紀の天才 アインシュタイン（フリッツ・ハーバー[27]〈リチャード・トポル〉）
- SHERLOCK（シャーロック）（ジェフ）
- 射鵰英雄伝（完顔洪烈、裘千仞）
- スティーヴン・キングのキングダム・ホスピタル（オットー〈ジュリアン・リッチングス〉）
- 蒼穹の昴（楊喜〈王奕〉）
- そして誰もいなくなった（トマス・ロジャース〈ノア・テイラー〉）
- 孫子兵法（国范）
- 太王四神記（チョ・ジュド〈ソン・グィヒョン〉）
- チャームド 〜魔女3姉妹〜（サンチェス警部補）
- DEVILS 金融の悪魔（ダニエル・デュヴァル〈ラース・ミケルセン〉[28]）
- ドクター・デス（アンダース・スヴェンソン医師）
- 突然!サバイバル
- ナイト・オブ・キリング 失われた記憶（ジョン・ストーン〈ジョン・タトゥーロ〉）
- バーン・ノーティス 元スパイの逆襲 シーズン7 #10（ナンド〈ジェシー・ボレゴ〉）
- HAWAII FIVE-0
  - シーズン2 #8（リアム・ミラー〈ジョン・グリース〉）
  - シーズン4 #1（エル・コンドル〈ネスター・セラーノ〉）
  - シーズン9 #1（カン〈ロジャー・ユアン〉）
- ビカミング・ア・ゴッド（ロジャー・ペンランド〈ケヴィン・J・オコナー〉[29]）
- 4400 未知からの生還者
- ベター・コール・ソウル（クリフォード・メイン〈エド・ベグリー・ジュニア〉）
- ペリー・メイスン（EB・ジョナサン〈ジョン・リスゴー〉[30]）
- 弁護士ビリー・マクブライド（ロイ・ウィーラー〈ボー・ブリッジス〉）
- ホワイトカラー シーズン4 #15（アンリ〈ウィリアム・アバディー〉）
- ミディアム5 霊能者アリソン・デュボア #19（ダニエル・ムニョス捜査官〈ジョン・オーティス〉）
- 名探偵モンク5
- リトビネンコ暗殺（クライブ・ティモンズ〈マーク・ボナー〉[31]）

#### アニメ
- アングリーバード（パントマイム鳥）
  - アングリーバード2[32]
- おさるのジョージ（タムおじさん）
- カーズ（ラスティー・ラスティーズ）
  - カーズ/クロスロード（ラスティー・ラスティーズ）
- 劇場版 ムーミン 南の海で楽しいバカンス（コンシェルジュ[33]）
- 時光代理人 -LINK CLICK-II（劉思文〈リウ・スーウェン〉）
- スター・ウォーズ: テイルズ・オブ・ジェダイ（キ＝アディ＝ムンディ）
- スペクタキュラー・スパイダーマン（カーティス・コナーズ / リザード）
- ターボ（キム・リー）
- ティーン・タイタンズ（フィックスト）
- トムとジェリーワイルドスピード（アーウィング）
- バットマン:ブレイブ&ボールド（レッド・トルネード、シルバーサイクロン）
- ファインディング・ニモ（ムーンフィッシュ）
- ベン10（ドクター・アニモ）
  - ベン10 オムニトリックスの秘密（ドクター・アニモ）
  - ベン10:エイリアンフォース（D'ボイド / ドクター・アニモ）
- リメンバー・ミー（オスカル、フェリペ）

### 映画
- 蓮如上人

### テレビドラマ
- 金曜エンタテイメント
  - 「おもろい夫婦事件帖2」（2001年） - 清元清 役
- 大河ドラマ（NHK）
  - 利家とまつ〜加賀百万石物語〜（2002年） - 今川義元 役
  - 新選組!（2004年） - 菱屋の番頭
  - 龍馬伝（2010年） - 中川宮 役
  - 平清盛（2012年） - 常明 役
  - おんな城主 直虎（2017年）
  - 麒麟がくる（2020年） - 日海 役
  - 光る君へ（2024年） - 高僧 役
- 相棒
  - season6 第5話「裸婦は語る」（2007年11月21日） - 小原茂樹 役
  - season11 第1話「聖域」（2012年10月10日） - 柴山和己 役
- 鹿男あをによし
- ちゅらさん
- 二十六夜参り
- 土曜ワイド劇場
  - 法律事務所3「芦ノ湖畔高級別荘地連続殺人!」（2009年4月4日） - 金田則夫 役
- ハンチョウ〜神南署安積班〜 第3シリーズ 第7話「メイドカフェ襲撃予告…1200万人の容疑者」（2010年8月16日） - 滝本・芸能事務所「ビクトリープロダクション」社長
- 陽だまりの樹 - 伊東玄朴 役
- 岸辺露伴は動かない 第1話・第2話（2020年12月28日・12月29日、NHK）- 大学教授/藤堂隆太郎 役

### テレビ番組
- 理科教室小学校4年生（ロングさん）
- モーガン・フリーマン 時空を超えて（声の出演）

### ボイスオーバー
- 地球ドラマチック
  - 「古代マヤ文字を解読せよ」
  - 「古代ローマ コロッセオの秘密」
  - 「オーロラの神秘〜人々を魅了する輝き〜」
  - 「よみがえるアイスマン 〜科学とアートが明かす謎〜」
  - 「古代エジプト 大ピラミッドの新事実」
  - 「ハリー・ポッターと魔法の世界」

### 舞台
- 梅津さんの穴を埋める
- オセロー
- 壊れた風景
- そして飯島君しかいなくなった
- ファウスト
- マクベス
- まどさんのまど、まだ

### シリーズ一覧
1. ↑  第1シーズン（2016年）、第2シーズン（2016年）、第4シーズン（2023年）
2. ↑  第1期（2018年）、第2期『NOMAD メガロボクス２』（2021年）
3. ↑  『映画おしりたんてい 夢のジャンボスイートポテトまつり』（2022年）、
『映画おしりたんてい なんでもかいけつ倶楽部 対 かいとうU』（2024年）

### 初出話一覧
1. 1 2  第1話初出
2. ↑  第13話初出